# Nixa (Misuri)
Nixa es una ciudad ubicada en el condado de Christian, Misuri, Estados Unidos. Según el censo de 2020, tiene una población de 23 257 habitantes.

## Geografía
La localidad está ubicada en las coordenadas 37°2′42″N 93°17′45″O / 37.04500, -93.29583 (37.045093, -93.295914). Según la Oficina del Censo de los Estados Unidos, Nixa tiene una superficie total de 23.60 km², de la cual 23.59 km² corresponden a tierra firme y 0.01 km² es agua.

## Demografía
Según el censo de 2020, hay 23 257 personas residiendo en Nixa. La densidad de población es de 985.88 hab./km². El 88.32% son blancos, el 1.13% son afroamericanos, el 0.65% son amerindios, el 1.19% son asiáticos, el 0.14% son isleños del Pacífico, el 1.26% son de otras razas y el 7.31% son de una mezcla de razas. Del total de la población, el 3.78% son hispanos o latinos de cualquier raza.